# 水泉乡 (广河县)
水泉乡，是中华人民共和国甘肃省临夏回族自治州广河县下辖的一个乡镇级行政单位。

## 行政区划
水泉乡下辖以下地区：
新庄村、张家村、水泉村、排套村、康坪村、阎子村、克那村、牛康家村、老庄村和草滩村。